# Austroomphaliaster
Austroomphaliaster — рід грибів родини Tricholomataceae. Назва вперше опублікована 1988 року.

## Класифікація
До роду Austroomphaliaster відносять 1 вид:
- Austroomphaliaster nahuelbutensis